# Goldenness
Goldenness – singel CD południowokoreańskiej grupy Golden Child, wydany 4 lipca 2018 roku przez wytwórnię Woollim Entertainment i dystrybuowany przez LOEN Entertainment. Sprzedał się w nakładzie 33 953 egzemplarzy w Korei Południowej (stan na sierpień 2018).
20 czerwca 2018 roku ogłoszono, że Golden Child wydadzą pierwszy single album pt. „Goldenness”. W tym samym czasie po opublikowano pierwsze osobiste zdjęcia koncepcyjne członków Jaehyuna i Bomina. W kolejnych dniach publikowane były zdjęcia promocyjne członków: Jibeoma i Y'a, Donghyuna i Jangjuna, Seungmina i Daeyeola, a także Joochana i Taga. 29 czerwca ujawniono listę utworów.

## Lista utworów
| CD | CD           | CD                                                                          | CD                                                       | CD                                                       | CD      |
| Nr | Tytuł utworu | Tekst                                                                       | Kompozycja                                               | Aranżacja                                                | Długość |
| -- | ------------ | --------------------------------------------------------------------------- | -------------------------------------------------------- | -------------------------------------------------------- | ------- |
| 1. | „LET ME”     | Yeahnice (Mos Pick), Ferdy (Mos Pick), JayJay (Mos Pick), Lee Jang-jun, TAG | Yeahnice (Mos Pick), Ferdy (Mos Pick), JayJay (Mos Pick) | Yeahnice (Mos Pick), Ferdy (Mos Pick), JayJay (Mos Pick) | 3:08    |
| 2. | „IF”         | 1Take, TAK, Lee Jang-jun, TAG                                               | 1Take, TAK                                               | 1Take, TAK                                               | 3:26    |
| 3. | „Thank You”  | Junzo, SEION                                                                | SEION, Junzo                                             | SEION                                                    | 3:28    |

## Notowania
| Lista                   | Pozycja |
| ----------------------- | ------- |
| Gaon Weekly Album Chart | 6       |